# Ibatiba (ort)
Ibatiba är en ort i Brasilien.   Den ligger i kommunen Ibatiba och delstaten Espírito Santo, i den sydöstra delen av landet, 800 km sydost om huvudstaden Brasília. Ibatiba ligger 750 meter över havet och antalet invånare är 12 265.
Terrängen runt Ibatiba är huvudsakligen kuperad, men den allra närmaste omgivningen är platt. Närmaste större samhälle är Lajinha, 14,8 km nordväst om Ibatiba.
Omgivningarna runt Ibatiba är huvudsakligen savann. Runt Ibatiba är det ganska tätbefolkat, med 56 invånare per kvadratkilometer.